# 9891 Stephensmith
9891 Stephensmith (1995 XN1) là một tiểu hành tinh vành đai chính được phát hiện ngày 15 tháng 12 năm 1995 bởi T. Kobayashi ở Oizumi.
The complete text of the IAU Citation for 9891 Stephensmith is: "Stephen Smith published The Shallow Sky Bulletin from 1986 to 2000. He published cometary ephemerides in the SSB và distributed them promptly for newly-discovered comets."